# Калиновское сельское поселение (Ульяновская область)
Кали́новское се́льское поселе́ние — муниципальное образование в составе Радищевского района Ульяновской области. Административный центр — село Калиновка. 

## Население
| 2010  | 2012  | 2013  | 2014  | 2015  | 2016  | 2017  |
| ----- | ----- | ----- | ----- | ----- | ----- | ----- |
| 1914  | ↘1847 | ↘1777 | ↘1712 | ↘1692 | ↘1665 | ↘1653 |
| 2018  | 2019  | 2020  | 2021  |       |       |       |
| ↘1635 | ↘1594 | ↘1575 | ↗1622 |       |       |       |

## Состав сельского поселения
В состав поселения входят 7 населённых пунктов, а именно 3 села, 2 посёлка и 2 станции.
| № | Населённый пункт | Тип населённого пункта       | Население |
| - | ---------------- | ---------------------------- | --------- |
| 1 | Вишневый         | посёлок                      | 127       |
| 2 | Вязовка          | село                         | 405       |
| 3 | Калиновка        | село, административный центр | 674       |
| 4 | Кубра            | посёлок                      | 382       |
| 5 | Кубра            | станция                      | 19        |
| 6 | Паньшино         | село                         | 117       |
| 7 | Рябина           | станция                      | 190       |